# Oblatos de Maria Virgem
A Congregação dos Oblatos de Maria Virgem, também chamada de Congregatio Oblatorum Beatae Mariae Virginis, ou simplesmente OMV é um Instituto religioso clerical de direito pontifício, composto por clérigos e irmãos coadjutores.

## História
Esta ordem religiosa foi fundada em 01 de setembro de 1826 pelo Pe. Pio Bruno Lantéri.
Inicialmente, em 1816, na cidade de Carignano, um primeiro grupo se articulava numa “Pia União Eclesiástica”, que recebe o nome de Oblatos de Maria Santíssima, e começa uma intensa atividade apostólica. Contudo, inicia-se uma grande repressão a este grupo, pois seus sacerdotes se negavam a pregar seguindo o modelo rigorista-jansenista presente nos sermões daquela época – modelo que mais afastava do que acolhia os fiéis; os Oblatos preferem muito mais o modelo pastoral proposto por Santo Afonso Maria de Ligório, modelo baseado na misericórdia e no anúncio do amor incondicional de Deus pelos seus filhos. Com medo de uma divisão no clero – ainda assustado pela Revolução Francesa –  o bispo da diocese decide, em 1820, suprimir a nascente congregação, caso estes não se redimissem. Os sacerdotes da então “Pia União Eclesiástica” decidem que seria preferível interromper temporariamente as atividades a mudar o “teor” da pregação e das atividades.
Sabendo da dificuldade de aprovação na diocese de Carignano, e entusiasta do apostolado dos “seguidores do Pe Lantéri”, o bispo de Pinerolo, Mons. Giuseppe Rey, convida estes sacerdotes, em 1825, a trabalharem na sua diocese e lhes dá a aprovação diocesana.
Nasce, então, oficialmente a Congregação dos Oblatos de Maria Virgem, cuja aprovação pontifícia virá logo em seguida pelo Papa Leão XII, a 1 de setembro de 1826.
Desde então os Oblatos saíram pela Itália e pelo mundo com um intenso trabalho missionário, animando obras de misericórdia, promovendo a dignidade dos mais pobres e abandonados, ajudando na formação do clero, pregando missões populares e retiros individuais (ao modelo dos Exercícios Espirituais de Santo Inácio), animando centros de formação do laicato na defesa da fé e dos valores cristãos, além da abertura às necessidades da Igreja, como as Missões Ad Gentes na Birmânia nos primeiros anos.

## Brasil
A Congregação chegou ao Brasil em 1947, na cidade de Jundiaí, no estado de São Paulo, com o Pe. Ângelo Cremonti (Paróquia São João Batista). Em 1953 chegavam os primeiros padres Oblatos na cidade de Curitiba, onde atualmente estão à frente da Paróquia São Paulo Apóstolo. Alguns anos depois assumiram a Paróquia Nossa Senhora de Lourdes, na capital paulista. Em 1973, partem a caminho da Amazônia, onde, fiéis ao espírito do Pe. Lantéri, trabalham em um imenso território missionário, com centenas de comunidades espalhadas pelo interior, à beira dos rios e estradas, da região Amazônica.

## Objetivos
Segundo as Constituições e Regras da Congregação dos Oblatos de Maria Santíssima, aprovadas em 1826, a finalidade da ordem é:
| “ | Atender seriamente a (...) santificação dos seus membros, pela imitação mais atenta de Jesus Cristo, que se propõem como modelo em toda ação, em união com os exemplos de Maria SS, sua querida Mãe (...) e de atender com todo o empenho à redenção e santificação dos homens, com a exata observância de suas Constituições aprovadas pela Autoridade Eclesiástica. | ” |

## Festa titular
A festa titular da Congregação é o Santíssimo Nome de Maria, que se celebra aos 12 de Setembro. Pela tradição familiar que remonta ao Fundador são considerados patronos principais São Pedro, como sinal de dedicação e de fidelidade ao Romano Pontífice, e Santo Afonso Maria de Ligório, como modelo de espírito pastoral, de devoção mariana e de vida cotidiana. A Congregação, no Capítulo geral de 1870, proclamou São José seu Patrono particularíssimo.

## A Congregação em outros países
Atualmente, os Oblatos estão presentes em diversos países, entre eles Itália, França, Canadá, EUA, Filipinas, Nigéria, Áustria, Argentina e Brasil.
- Congregazione degli Oblati di Maria Vergine (italiano);
- Congrégation des Oblats de la Vierge Marie (francês);
- Congregación de los Oblatos de la Virgen Maria (em castelhano);
- Kongregation der Oblaten der Jungfrau Maria (em alemão);
- Congregation of the Oblates of the Virgin Mary (em inglês).

## Missão eclesial
A missão eclesial dos Oblatos é:
- a) Atender com todo o empenho, à santificação do povo de Deus, principalmente dirigindo os Exercícios Espirituais e promovendo a sua prática o mais possível, seja em público, sob a forma de missões populares, segundo a genuína tradição lanteriana, seja em particular, preferindo o espírito e o método proposto por Santo Inácio de Loyola. (DL Int.;EDF;DL p. II,ART.I;CR p. I,c.I)
- b) Contribuir para a formação do clero, tanto na preparação para as ordens sacras como no exercício do seu ministério. (CR p. II, c.II).
- c) Divulgar e sustentar, com meios adequados, as verdades da fé e os valores morais, patrimônio da Revelação e do Magistério da Igreja, contrapondo-os aos erros atuais referentes à fé e aos  costumes. (DL P.II, ART.5; DV 2; PO 4; DH 11,14)
- d) Difundir os bons livros e a sã doutrina da Igreja por meio da imprensa e dos vários instrumentos de comunicação social. (DL p. II, ART.3. IM 1,13; AG 26; CD 13)
- e) Favorecer o apostolado missionário. (AG 6,24-26)
- f) Cuidar da formação e da animação dos leigos, renovando o estilo seguido pelo Pe. Lantéri nas Amizades. (AA 25,29)

## Caráter mariano
O caráter mariano da Congregação está expresso no brasão com o lema: "Mariam cogita, Mariam invoca".
Ele recorda ao Oblato que:
| “ | É um "oferto a Deus pelas mãos de Maria" e o convida a voltar-se para Ela com confiança filial, especialmente nos momentos difíceis, e a viver a própria consagração seguindo o exemplo do Fundador. Para realizar sua vida de consagração a Deus, os Oblatos entregam-se a Maria Santíssima, sua principal Fundadora e Mestra. Como Ela apresentou Cristo ao Pai, também eles se oferecem totalmente a Deus pelas mãos de Maria Virgem e nutrem por Ela uma devoção especial, tenra e filial. Reconhecem, de fato, nela o tipo mesmo da Igreja, e o modelo de sua fé e de sua doação e assim lhes apraz apresentá-la aos homens. | ” |